# Microdrosophila sagittatusa
Microdrosophila sagittatusa är en tvåvingeart som beskrevs av Chen 1994. Microdrosophila sagittatusa ingår i släktet Microdrosophila och familjen daggflugor. Inga underarter finns listade i Catalogue of Life.